# Lê Huy Trâm
Lê Huy Trâm (黎輝, 1742-1802), nguyên tên cũ là Tuân, hiệu: Ứng Hiên; là danh sĩ thời Lê trung hưng trong lịch sử Việt Nam.

## Tiểu sử
Lê Huy Trâm là người làng Bối Khê, huyện Thanh Oai thuộc trấn Sơn Nam (nay thuộc thành phố Hà Nội).
Tổ tiên ông có nguồn gốc từ Nghệ An. Cha ông là Lê Huy Cảnh, đỗ Hương cống (cử nhân) khoa Quý Dậu (1753). Mẹ là con gái của Giải Nguyên Nguyễn Thành Thể, người họ Nguyễn Đông Tác (Trung Tự - Hà Nội).

### Thi đỗ, làm quan triều Lê
Lê Huy Trâm rất ham học, lại được cha dạy bảo nên học rất giỏi. Năm 18 tuổi, ông được vào học trường Quốc tử giám. Cùng học với ông có Phạm Nguyễn Du.
Năm 21 tuổi, Lê Huy Trâm thi đỗ Sinh đồ (Tú tài). Năm 1769, ông thi đỗ Hương cống (cử nhân) lúc 27 tuổi. Trong hai kỳ thi Hội năm Ất Mùi (1775) và Mậu Tuất (1778), ông chỉ vào được tam trường.
Năm Kỷ Hợi (1779), chúa Trịnh Sâm xin vua Lê Hiển Tông cho mở một khoa thi gọi là Thịnh khoa, Lê Huy Trâm và Phạm Nguyễn Du cùng đến dự. Kết quả, ông Du đỗ Hội nguyên, ông Trâm đỗ thứ 9. Song khi vào thi Đình, ông Trâm đỗ Đình Nguyên Hoàng giáp, còn ông Du cũng đỗ Hoàng giáp nhưng đứng thứ 2. Cùng đỗ khoa này có Phạm Quý Thích, là đồng Tiến sĩ xuất thân. Năm ấy, Lê Huy Trâm 37 tuổi.
Sau đó, Lê Huy Trâm lần lượt trải các chức: Hàn lâm hiệu lý, Giám sát ngự sử đạo Thanh Hóa, Trực giảng ở Quốc tử giám, Khâm sai đồng khảo ở trường thi Hội, Hàn lâm viện thị chế, Hiến sát sứ Sơn Tây, Thêm sai tri lễ phiên kiêm chức Lâm Thao Trưng phủ, Đông các Hiệu thư. 
Tháng 3 (âm lịch) năm 1786, ông nhận lệnh về chẩn tế ở huyện nhà. Việc xong, thăng ông làm Hàn lâm viện thị độc...

### Thăng trầm theo vận nước
Năm Đinh Mùi (1787) đời vua Lê Chiêu Thống, Lê Huy Trâm xin về quê thọ tang cha. Song tháng 9 năm đó, ông phải trở lại kinh đô Thăng Long, vì lúc bấy giờ việc nước rất rối ren. Đến khi quân Tây Sơn kéo ra Bắc, vua Lê Chiêu Thống phải chạy lên Kinh Bắc, ông cùng Lê Quýnh theo phò Hoàng thái hậu và Hoàng nguyên tử (con trai trưởng của vua Lê) sang Trung Quốc cầu viện nhà Thanh.
Tháng 10 năm sau (1788), quân Thanh do Tôn Sĩ Nghị đứng đầu rầm rộ kéo sang chiếm lấy Thăng Long, đưa Lê Chiêu Thống trở lại ngai vàng. Sau đó, Lê Huy Trâm được phong làm Ứng Khê hầu, lĩnh chức Hiệp trấn Sơn Nam.
Cuối năm 1788, vua Quang Trung (Nguyễn Huệ) đem quân ra Bắc. Nghe tin, ông tập hợp được chừng vài trăm quân liền kéo đến Thăng Long để liệu bề chống đỡ. Nhưng chỉ đi đến Thanh Trì (Hà Nội), thì phần đông quân lính của ông đều bỏ trốn vì nghe thanh thế quân Tây Sơn mạnh quá.
Trước tình hình này, Lê Huy Trâm bèn cải dạng đến ẩn trong nhà người học trò ở làng Bùi (tức Bùi Xá, nay thuộc xã Phong Khê, huyện Yên Phong, tỉnh Bắc Ninh).
Đầu năm Kỷ Dậu (1789), quân Tây Sơn đánh tan 29 vạn quân Thanh. Định xong Bắc Hà, vua Quang Trung truyền chỉ đòi số bề tôi cũ của nhà Lê phải ra trình diện để bổ dụng. 
Không tuân theo lệnh, đến đêm, Lê Huy Trâm đem gia quyến chạy lên ẩn ở làng Lưỡng Quán thuộc trấn Sơn Tây (nay thuộc Vĩnh Phúc). Vì sợ quân Tây Sơn dò la được, và vì phải kiếm sống, kể từ đó ông và gia đình phải đi chạy ẩn nhiều nơi khác nữa, như bến Suối ở làng Thanh Trì (nay thuộc Bình Xuyên, Vĩnh Phúc), làng Can Phối, làng Phúc Sài, chùa Tây Phương...Vì cớ gọi không ra, triều Tây Sơn đã ra lệnh tịch thu nhà cửa của ông ở Xã Đàn và ở Bối Khê .
Ngày 30 tháng 3 năm Tân Hợi (1791), quân Tây Sơn kéo đến vây làng Phúc Sài, nhưng không bắt được bắt được ông, mà chỉ bắt được hai con trai ông (sau trốn được). Bị truy đuổi, ông lại chạy đến ẩn ở bến Suối, rồi chạy đến ở động Hương Tích. Mai danh ẩn tích, và rày đây mai đó như vậy, nên ông được người ta gọi là "cụ (hay ông) đồ già".
Năm Ất Mão (1795) đời vua Cảnh Thịnh, quan trấn giữ Bắc thành có đưa thư đến làng thăm hỏi anh em ông (em ông là Lê Huy Thân, đỗ Hương cống năm 1774), nhưng người làng trả lời là họ đã phiêu bạt nơi nào không rõ.
Sau, Lê Huy Trâm nghe tin chúa Nguyễn Phúc Ánh (sau này là vua Gia Long) dấy quân ở Gia Định, và học trò ông là Đặng Trần Thường cũng đã vào đấy giúp. Ông bèn cùng 5, 6 người cựu thần nhà Lê lén vào Gia Định bái yết, định cùng hiệp sức diệt nhà Tây Sơn để mưu hưng phục cho nhà Lê ở đất Bắc Hà. Nhưng về sau ông nhận thấy chúa Nguyễn không có ý gì hưng Lê, vì vậy khi theo quân ra đến Tam Điệp (Ninh Bình), ông bèn xin về.

### Qua đời
Ngày 7 tháng 2 năm Gia Long thứ nhất (1802) có chiếu chỉ phong ông là Thái hòa điện học sĩ. Trong lời chiếu đại lược nói rằng: 
Khanh vốn là người cựu thần, văn chương lỗi lạc, ẩn náu đợi thủa thanh bình, đã từng ứng theo cờ nghĩa nhưng rồi lại cố từ mà lui, sự thao thủ thất đáng khen ngợi. Nay buổi đầu khai thác, sự biểu dương người tốt là đầu. Vậy nên gia phong là Thái hòa điện học sĩ để tỏ lòng yêu quý.
Chiếu chỉ đã ban, nhưng Lê Huy Trâm cứ viện cớ chối từ, rồi trong tháng ấy (16 tháng 2 năm 1802), ông lâm bệnh mà mất, thọ 60 tuổi.
Ông để lại một tập thơ và một quyển văn sách .

## Thương tiếc
Hay tin Lê Huy Trâm qua đời, vua Gia Long sai quan đến tế, đồng thời cho hai con trai ông là Lê Huy Túc và Lê Huy Liễu được tập ấm.
Bạn đỗ đồng khoa là Phạm Quý Thích có viếng ông một câu đối như sau:
Thế gian hữu tá hoàn nhân, kỳ sinh dã vinh, kỳ tử dã ai, văn bút ta ngôi kinh hốt đảo
Thiên loại táng nhất đồng khí, tri sinh giả ai, tri tử giả điếu, sỹ lâm triều tụy khắp tương phùng.
Nghĩa là:
Thế gian được mấy kẻ hoàn toàn, sống thì vẻ vang chết được xót thương, cây bút nguy nga thốt nhiên sụp đổ.
Bằng bối mất người đồng khí, sống thì thương nhau, chết thì viếng nhau, rừng nho quạnh quẽ, ai nấy sụt sùi.
Theo bài phú "Thanh Oai phong vật" của Đốc học Nguyễn Uông thì ông và em ông (Lê Huy Thân) đều được gọi tôn là "Bối Khê phu tử".
Hiện ở thôn Song Khê, xã Tam Hưng, huyện Thanh Oai, tỉnh Hà Tây (nay thuộc thành phố Hà Nội) có nhà thờ Tiến sĩ Hoàng giáp Lê Huy Trâm, mà nhân dân thường gọi là "nhà thờ chi họ Lê".

## Thơ trước khi mất
Trước khi mất, Lê Huy Trâm có bài thơ tự viếng mình như sau: 
| Phiên âm Hán-Việt: Sách danh ủy chí đệ tương truyền, Khuất chỉ kim tằng nhị bách niên. Dịch diệp tư bồi gia khánh viễn, Lũy triều hàm dưỡng quốc ân truyền. Vãng hành nhà tướng do tâm mục, Thời sự na kham cự hải điền. Trang hiếu thủ sinh hề diễm bích, Thương kỳ nhất tiết cộng trường thiên. | Trúc Khê dịch thơ: Sỹ tịch tên ghi tự những ngày, Hai trăm năm lẻ đến giờ đây Phúc nhà bồi đắp từng lâu lắm, Ơn nước dồi dào đáng cảm thay. Tai mắt việc xưa như hiển hiện. Bể dâu cuộc thế ngán dần xoay. Hiếu trung việc trước chưa đền báo, Ôm giữ mong sao vẹn tiết này. |